# コローニュ
コローニュ （Cologne、ガスコーニュ語:Colonha）は、フランス、オクシタニー地域圏、ジェール県のコミューン。

## 地理
ガスコーニュ東部を占めるリヴィエール・ヴェルダン地方に属する。フェザンサゲおよびジモントワ、サランピオンの各地方と接している。モーヴザンからリル＝ジュルダンをつなぐ国道654号線が通じている。

## 由来
同時期に建設された他の多くの新都市と同様に、都市発展の成功を後押しするものとして、既に当時名高い都市であったドイツのケルン（フランス語でのつづりがCologne）にちなんで名づけられた。

## 歴史

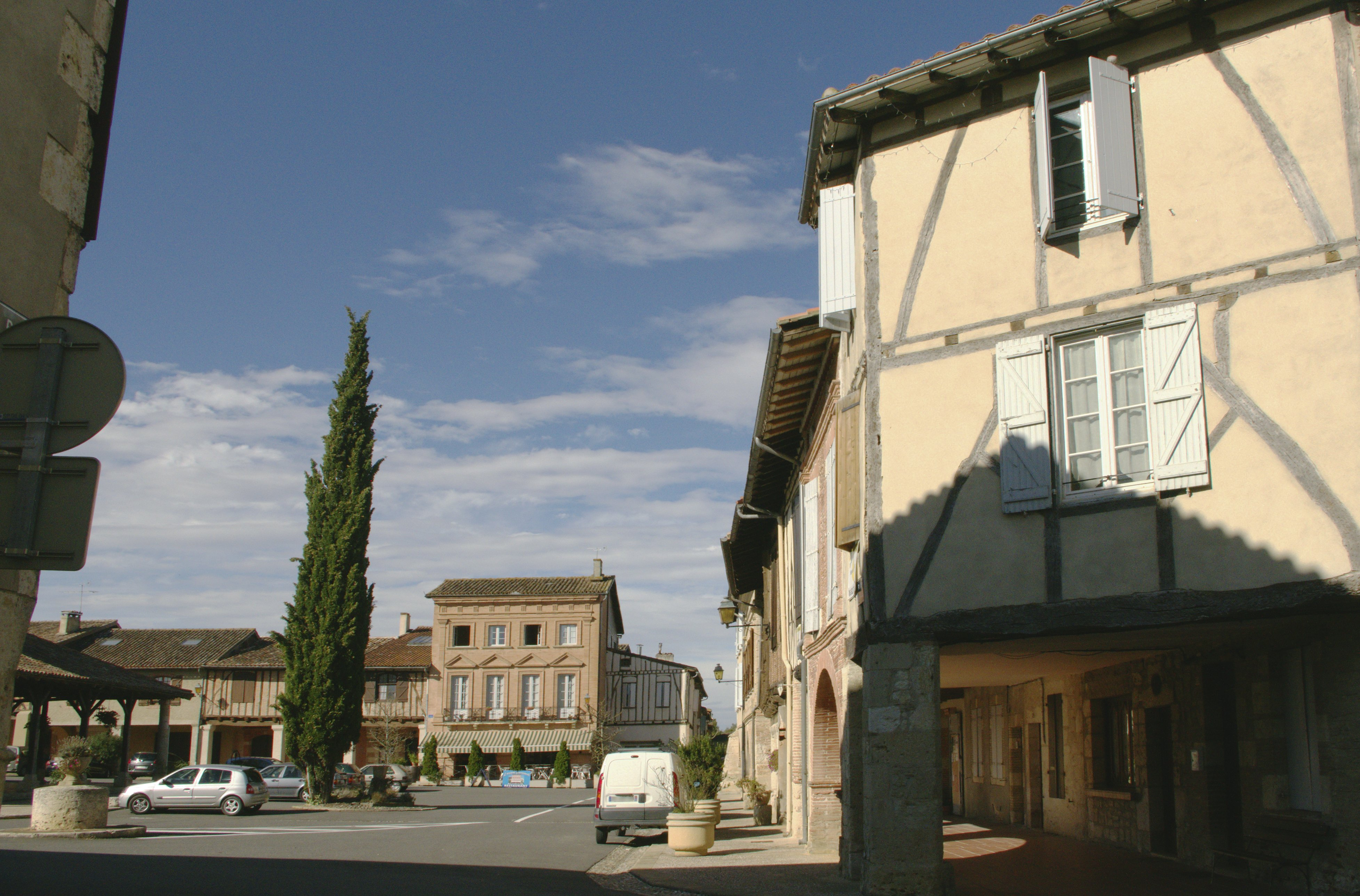
町並み

初期のコローニュは、ローマ植民地のコロニア・アルバ（Colonia Alba）であった。西暦になると、アキテーヌのクラルス（fr）によってキリスト教伝道が行われた。3世紀後半には、アルビやレクトゥールも同じく伝道がなされた。
現在の町は1284年に、フランス王とトゥールーズ伯の執事長であるウスタシュ・ド・ボーマルシェによってバスティッド（Bastide）として築かれた。それはノートルダム・ド・サボレーヌ教区の中の、地元領主であるテリド子爵オトンとの共同統治体制であった。2年後には税関が置かれた。
バスティッドの計画は典型的なフランス王の平坦なバスティッドが特徴的である。町は2本の互いに直角な軸線沿いに広がる。ウスタシュ・ド・ボーマルシェがつくった他のバスティッド、ミランドやパヴィでもコローニュと同様の図を見つけることができる。

## 人口統計
| 1962年 | 1968年 | 1975年 | 1982年 | 1990年 | 1999年 | 2006年 | 2011年 |
| ------ | ------ | ------ | ------ | ------ | ------ | ------ | ------ |
| 456    | 407    | 510    | 515    | 519    | 510    | 738    | 861    |

参照元:1999年までEHESS、2004年以降INSEE

## 史跡
ガスコーニュ・ジェロワーズ地方とガスコーニュ・トゥールーザンヌ地方の交差地点に位置する町であるため、建築様式には両者の要素が備わっている。
- その他のジェール県の町と同じく、コローニュの最も広い広場には中世以来ある市場ホールが残る。14世紀の建物である。四隅は石柱で支えられ、他に木材が使われ、この場所で毎週の市場と大きな見本市が開かれていた。市場ホールの回りは、コロンバージュ（fr、ハーフティンバー様式の住宅）が取り巻いている。

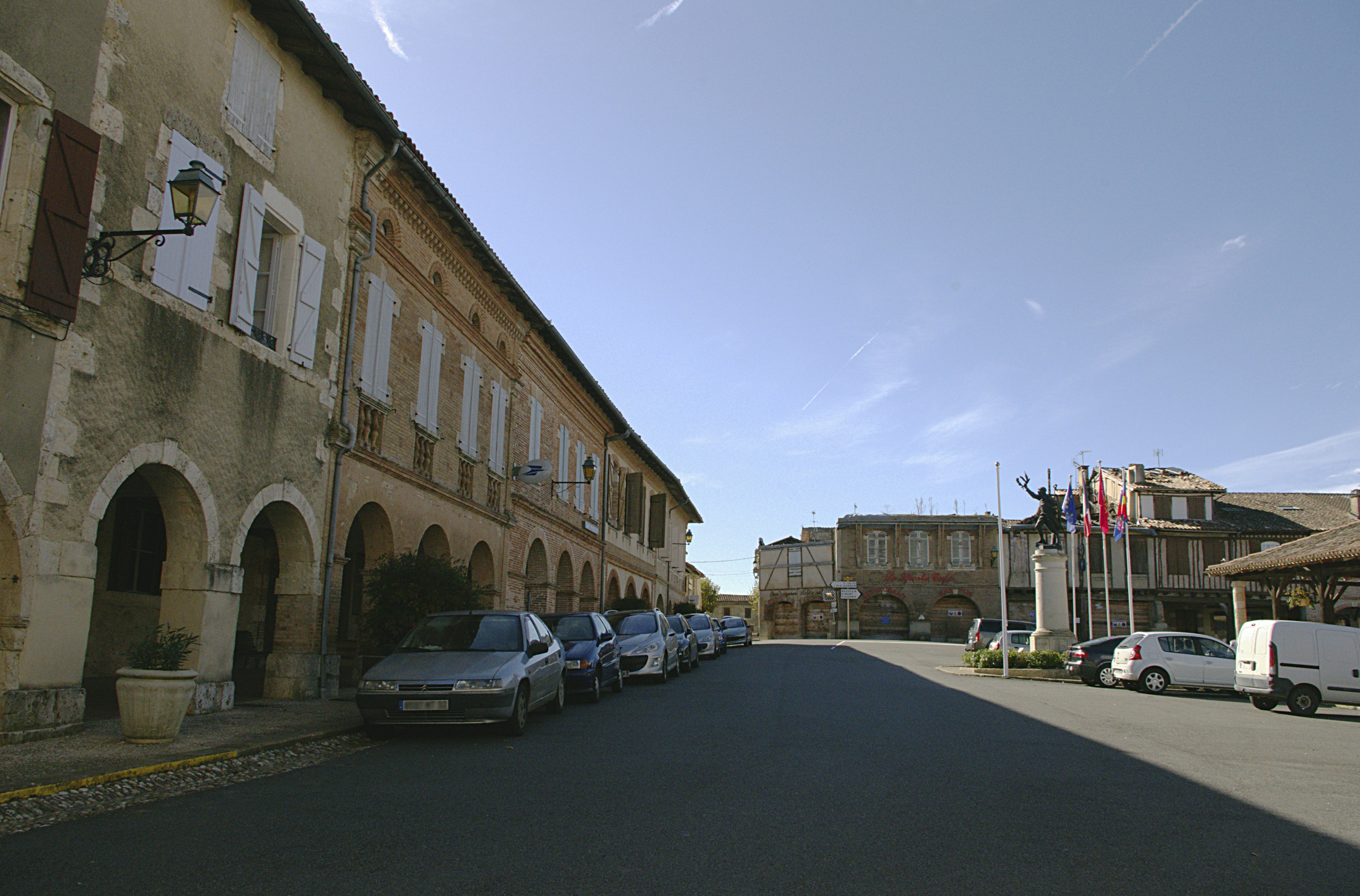
中心部の広場
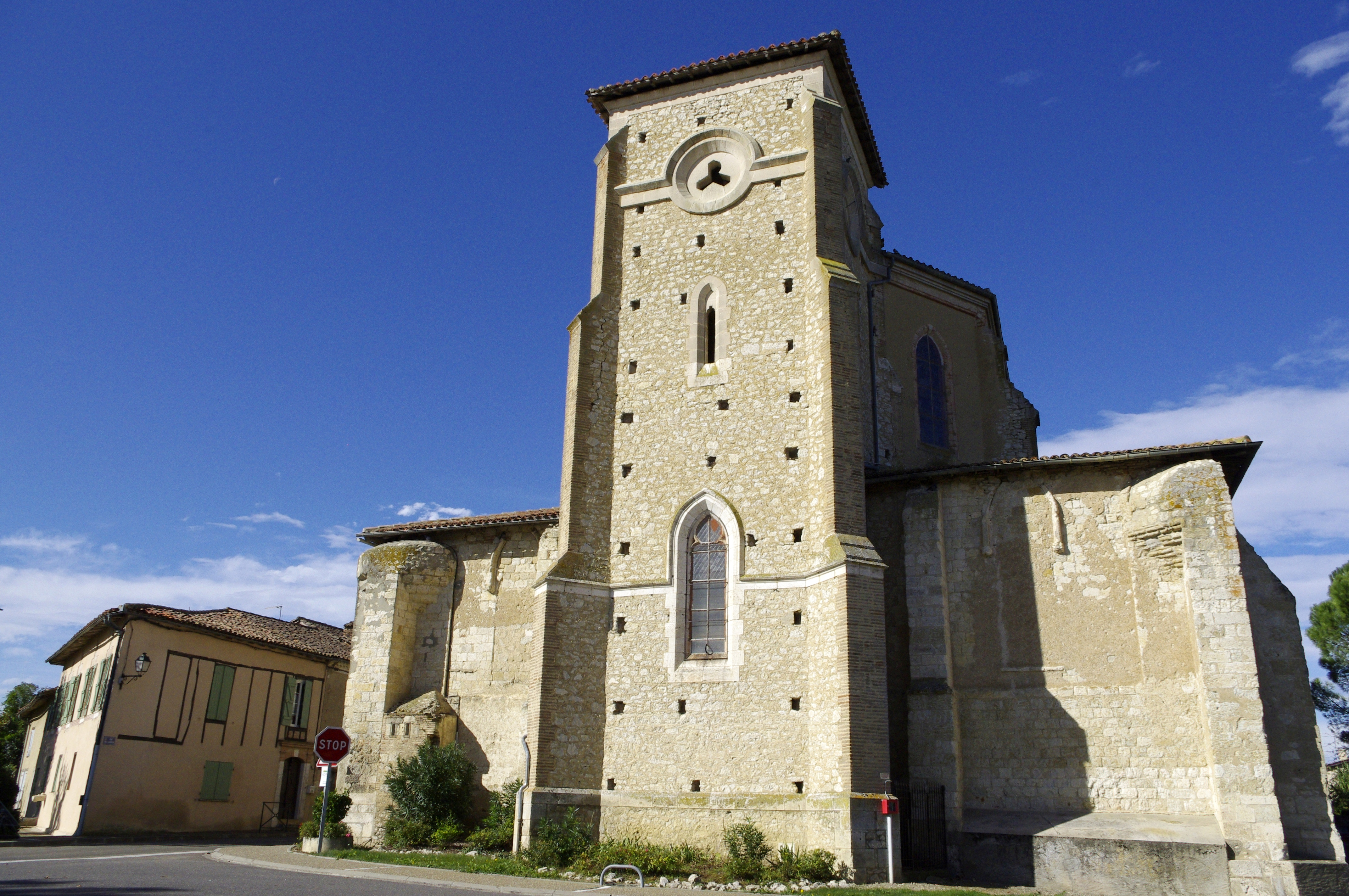
ノートルダム・ド・アサンプション教会
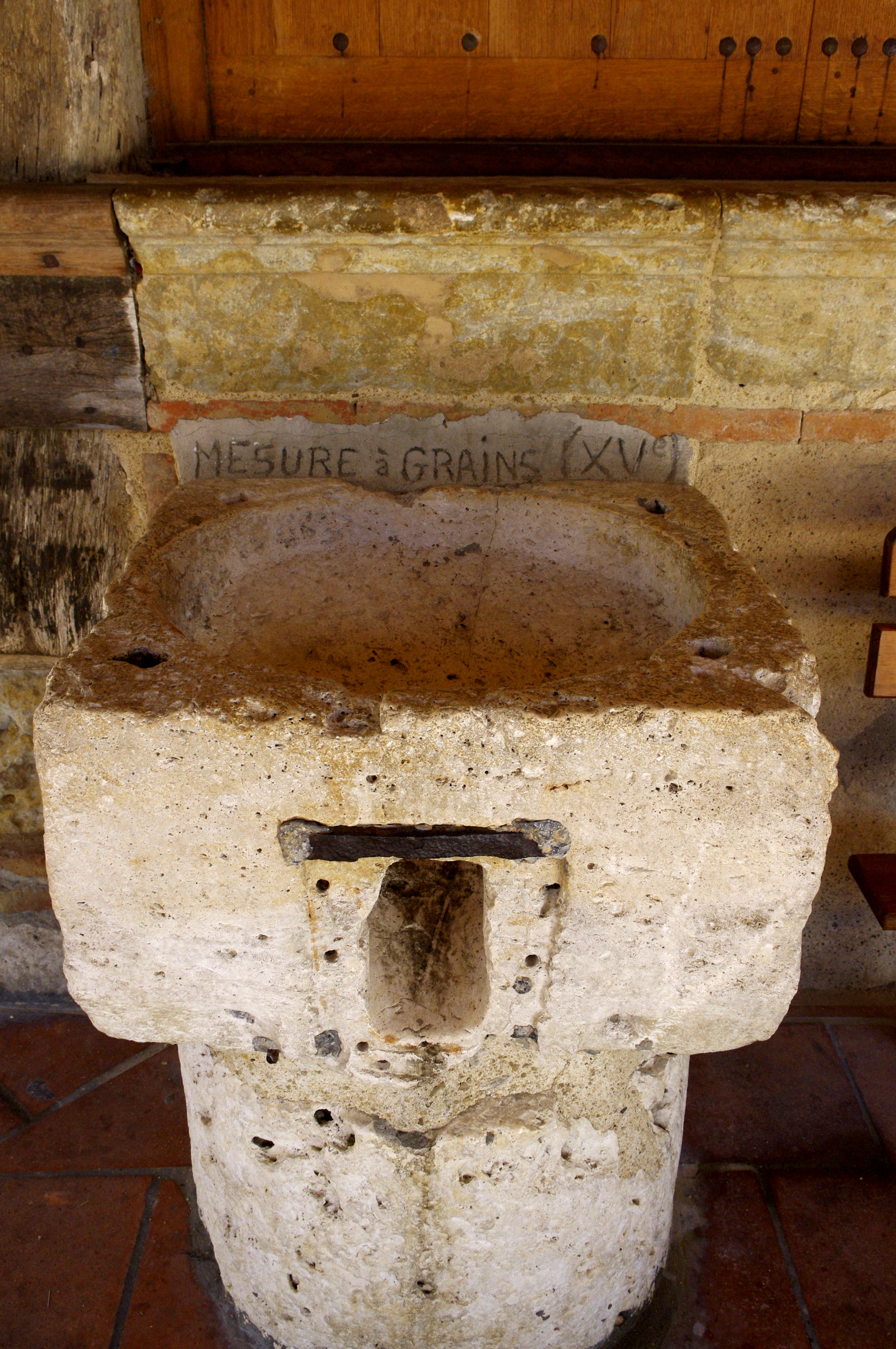
15世紀から残る、穀物を量るます
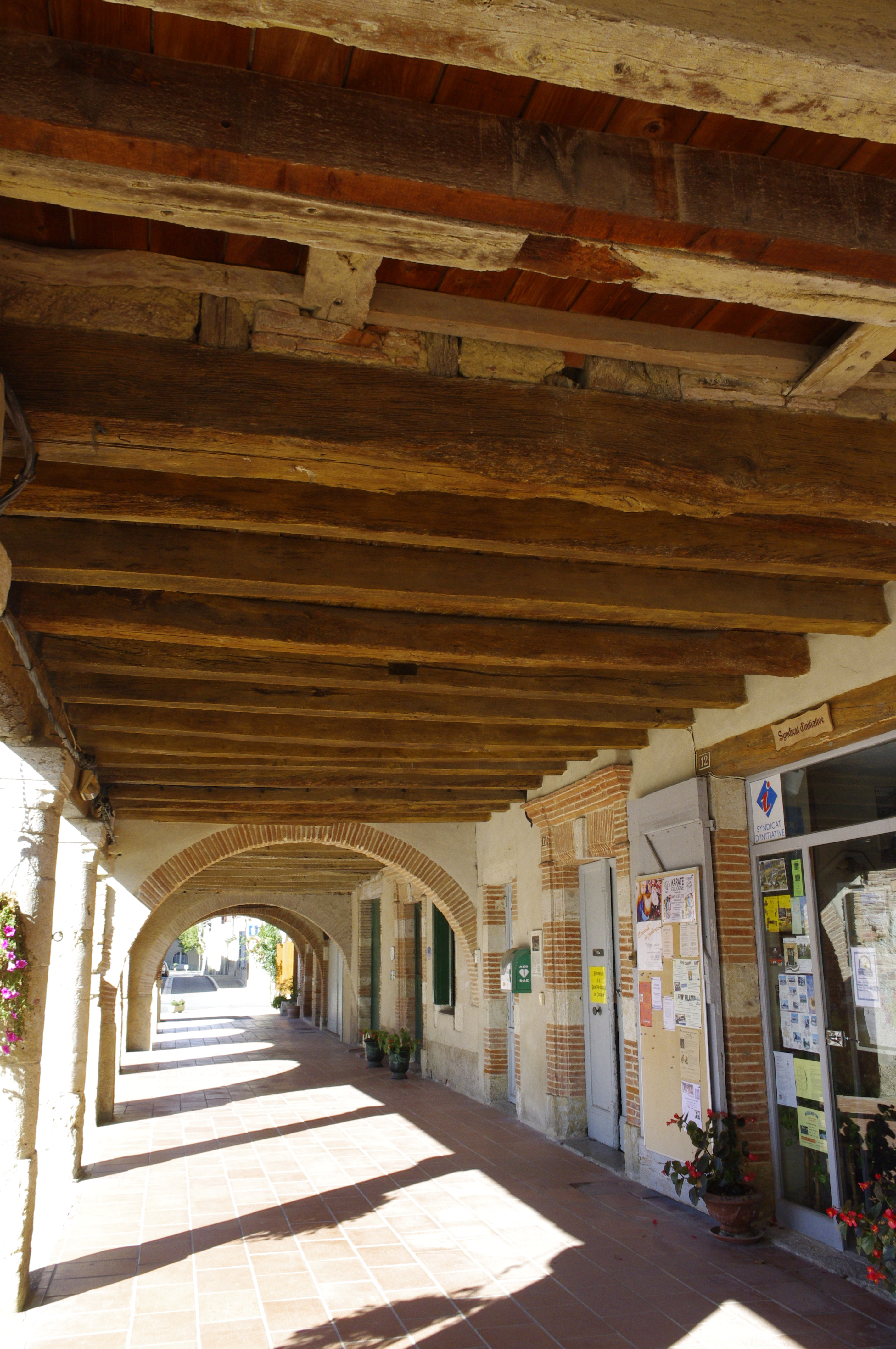
アーケード